# Apex solar
Apexul solar este punctul spre care Soarele se deplasează în mișcarea lui prin Galaxia locală. Se află în apropierea stelei Vega, undeva la granița constelațiilor Hercule și Lira.
Viteza de deplasare a Soarelui cu întreg Sistem Solar către apex este de circa 16.5 km/s.
Aceasta nu trebuie confundată cu viteza orbitală a Soarelui, care este de circa 220 km/s, în cadrul rotației în jurul centrului Galaxiei noastre.
Antapexul solar, direcția opusă apexului solar, este localizat în apropierea stelei Zeta Canis Majoris.